# Montagny-lès-Seurre
Montagny-lès-Seurre ist eine französische Gemeinde mit 115 Einwohnern (Stand 1. Januar 2022) im Département Côte-d’Or in der Region Bourgogne-Franche-Comté. Sie gehört zum Arrondissement Beaune und zum Kanton Brazey-en-Plaine.
Nachbargemeinden sind Franxault im Norden, Saint-Aubin im Nordosten, Tichey im Osten, Bousselange im Südosten, Grosbois-lès-Tichey im Süden und Pagny-le-Château im Westen. 

## Bevölkerungsentwicklung
| Jahr                       | 1962 | 1968 | 1975 | 1982 | 1990 | 1999 | 2008 | 2015 |
| -------------------------- | ---- | ---- | ---- | ---- | ---- | ---- | ---- | ---- |
| Einwohner                  | 109  | 111  | 112  | 107  | 119  | 112  | 107  | 104  |
| Quellen: Cassini und INSEE |      |      |      |      |      |      |      |      |

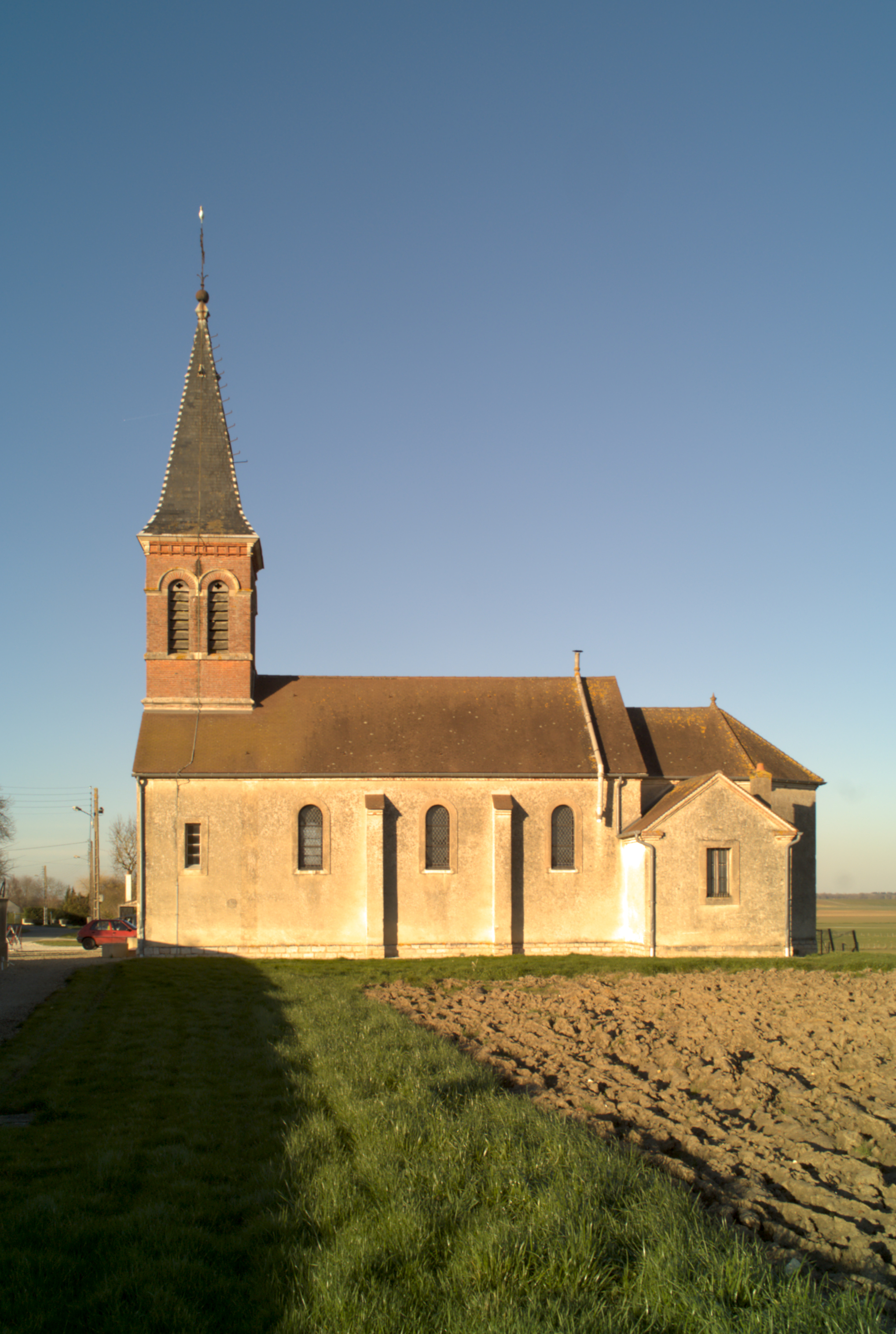
Kirche Saint-Vincent
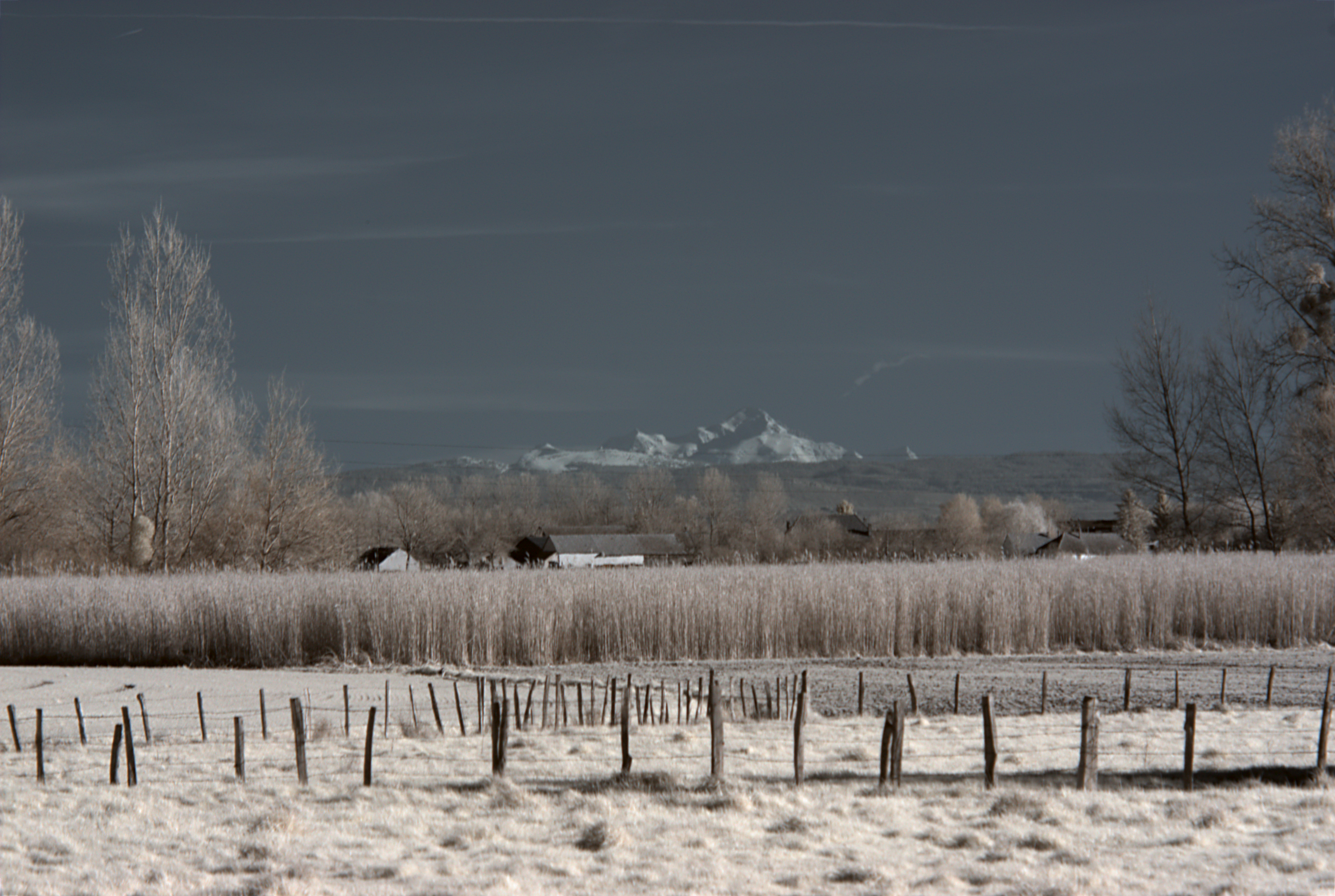
Blick zum Mont Blanc von Montagny-lès-Seurre aus